# Oltcit Club
Oltcit Club je mali automobil koji se proizvodio između 1981. i 1991. godine, a razvijen je u saradnji francuskog Citroëna i Oltcita, zajedničkog preduzeća sa vladom Rumunije.